# 1952-es magyar labdarúgókupa-döntő
Az 1952-es magyar labdarúgókupa-döntő a sorozat 22. döntője volt. A finálét a Bp. Bástya és a Dorogi Bányász játszották. A találkozóra Budapesten, az Elektromos Latorca utcai stadionjában került sor június 1-én. A Bástya győzelmével története során nyolcadik alkalommal hódította el a trófeát. Ez volt a Dorog egyetlen döntős szereplése.

## Út a döntőig
A sorozat döntőjébe a Bp. Bástya és a Dorogi Bányász jutott be. Mindkét csapat az országos főtábla második fordulójában (legjobb 64) kapcsolódott be a küzdelmekbe.
Az eredmények az adott csapat szempontjából szerepelnek.
| Bp. Bástya                        | Bp. Bástya | Bp. Bástya | Bp. Bástya | Szakasz       | Dorogi Bányász                    | Dorogi Bányász | Dorogi Bányász | Dorogi Bányász |
| --------------------------------- | ---------- | ---------- | ---------- | ------------- | --------------------------------- | -------------- | -------------- | -------------- |
| Gyulai Építők (NB II dél)         | 9–2 (i)    | 9–2 (i)    | 9–2 (i)    | 2. forduló    | Győri Vörös Meteor (NB II nyugat) | 7–1 (i)        | 7–1 (i)        | 7–1 (i)        |
| Debreceni Lokomotív (NB II kelet) | 5–4 (i)    | 5–4 (i)    | 5–4 (i)    | 3. forduló    | Vörös Lobogó Keltex (NB II dél)   | 10–1 (i)       | 10–1 (i)       | 10–1 (i)       |
| Salgótarjáni Vasas (NB II kelet)  | 12–1 (o)   | 12–1 (o)   | 12–1 (o)   | Nyolcaddöntők | Bp. Dózsa (NB I)                  | 2–1 (i)        | 2–1 (i)        | 2–1 (i)        |
| Vasas Elektromos (NB II közép)    | 10–0 (i)   | 10–0 (i)   | 10–0 (i)   | Negyeddöntők  | Ceglédi Lokomotív (NB II dél)     | 4–0 (o)        | 4–0 (o)        | 4–0 (o)        |
| Pécsi Lokomotív (NB II nyugat)    | 6–0 (s)    | 6–0 (s)    | 6–0 (s)    | Elődöntők     | Szegedi Honvéd (NB I)             | 4–2 h.u. (s)   | 4–2 h.u. (s)   | 4–2 h.u. (s)   |

Jelmagyarázat: h.u. = hosszabbítás után; s = semleges pályán;

## Előzmények
A mérkőzést az eredeti tervek szerint 1951. december 26-án, majd húsvétkor (április közepe) játszották volna le, de erre megfelelő időpont hiányában nem került sor. Az OTSB végül június 1-ét és az Elektromos Latorca utcai pályáját jelölte ki.
A Bástyából Sándor Károly az NDK elleni, május 18-i válogatott mérkőzésen rúgást kapott a jobb térdére. Sérülése a kupa döntőig nem sokat javult, ezért kihagyta a döntőt. 
A csapat alapjátékosai közül Kovács Imre szintén kimaradt.

## A mérkőzés
| 1952. június 1. 17:30 |

| Bp. Bástya                          | 3 – 2   | Dorogi Bányász           |
| ----------------------------------- | ------- | ------------------------ |
| Zakariás 16' Molnár 28' Palotás 41' | (3 – 1) | Aspirány 8' Pozsonyi 57' |

| Latorca utca, Budapest Nézőszám: 14 000 Játékvezető: Siklósi Asszisztensek: Leblanc, Hamvas |

| BÁSTYA:       |  |                   |
|               |  |                   |
| K             |  | Gellér Sándor     |
| V             |  | Kovács József     |
| V             |  | Börzsei János     |
| V             |  | Lantos Mihály     |
| KP            |  | Peller Béla       |
| KP            |  | Zakariás József   |
| T             |  | Láng Károly       |
| T             |  | Hidegkuti Nándor  |
| T             |  | Palotás Péter 83' |
| T             |  | Szolnok István    |
| T             |  | Molnár János      |
| Csere:        |  |                   |
|               |  | Gondos Tibor 83'  |
|               |  |                   |
| Vezetőedző:   |  |                   |
| Bukovi Márton |  |                   |

| Dorog:      |  |                    |
|             |  |                    |
| K           |  | Kamarás Mihály 46' |
| V           |  | Buzánszky Jenő     |
| V           |  | Dacsev Miklós      |
| V           |  | Kinczel László     |
| KP          |  | Pálmai Sándor      |
| KP          |  | Hargitai Nándor    |
| T           |  | Pozsonyi Ignác     |
| T           |  | Varga János        |
| T           |  | Molnár József      |
| T           |  | Aspirány Gusztáv   |
| T           |  | Kántor György 46'  |
| Csere:      |  |                    |
| K           |  | Ilku István 46'    |
|             |  | Klausz József 46'  |
| Vezetőedző: |  |                    |
| Sós Károly  |  |                    |

A sorozatban pályára lépett Bp. Bástya játékosok:
Fecske István, Turai István, Gellér Sándor – Börzsei János, Gondos Tibor, Hegedűs András, Hidegkuti Nándor, Kovács Imre, Kovács József, Lantos Mihály, Láng Károly, Molnár János, Palotás Péter, Peller Béla, Szolnok István, Zakariás József